# Santa María del Real (ort)
Santa María del Real är en ort i Honduras.   Den ligger i departementet Departamento de Olancho, i den centrala delen av landet, 150 km nordost om huvudstaden Tegucigalpa. Santa María del Real ligger 337 meter över havet och antalet invånare är 4 587.
Terrängen runt Santa María del Real är varierad. Runt Santa María del Real är det ganska glesbefolkat, med 35 invånare per kvadratkilometer. Närmaste större samhälle är Catacamas, 11,1 km nordost om Santa María del Real. Omgivningarna runt Santa María del Real är en mosaik av jordbruksmark och naturlig växtlighet.